# Выборы главы Республики Хакасия (2013)
Выборы главы Республики Хакасия — председателя правительства Республики Хакасия состоялись в Республике Хакасия 8 сентября 2013 года в единый день голосования. Также выборы губернаторов прошли ещё в семи субъектах Российской Федерации.
В Хакасии в единый день голосования 8 сентября 2013 года кроме выборов главы республики, прошли выборы депутатов Верховного Совета Республики Хакасия, выборы глав городов Абакана, Абазы, Саяногорска, депутатов Совета депутатов Абакана, а также глав четырёх сельских советов.
Глава Республики Хакасия — Председатель Правительства Республики Хакасия избирается на пять лет.

## Предшествующие события
15 января 2009 года председателем правительства Республики Хакасия через процедуру наделения полномочиями по представлению президента России Дмитрия Медведева стал Виктор Зимин. Срок его полномочий составлял 4 года и истекал в январе 2013 года.
В мае 2012 года по инициативе президента России Дмитрия Медведева был принят федеральный закон, предусматривающий возвращение прямых выборов глав регионов. Закон вступил в силу 1 июня 2012 года. Согласно указанному закону первые выборы высших должностных лиц должны были состояться 14 октября 2012 года в тех субъектах Российской Федерации, где срок истечения полномочий действующих высших должностных лиц истекает с 1 июня по 31 декабря 2012 года.
Осенью 2012 года был принят закон о едином дне голосования, согласно которому выборы будут проводиться лишь один раз в году — во второе воскресенье сентября. Прежде региональные и местные выборы проходили два раза в год — в марте и октябре.
В декабре 2012 года Виктор Зимин заявил о своём решении побороться за пост губернатора на предстоящих выборах. В январе 2013 года срок его полномочий окончился, однако указом президента России Владимира Путина Зимин был назначен временно исполняющим обязанности главы Хакасии до сентября, когда состоятся выборы нового главы республики.
В феврале 2013 года в Госдуме проходило обсуждение законопроекта, наделяющего субъекты Российской Федерации правом выбирать губернатора не прямым голосованием населения региона, а местным парламентом. В связи с этим временно исполняющий обязанности Главы Хакасии Виктор Зимин заявил, что на заседании президиума политсовета партии «Единая Россия» им и партией было принято решение о том, что в выборах Главы Хакасии будут прямыми. 22 марта 2013 года Госдума приняла в третьем, окончательном чтении закон, наделяющий субъекты РФ правом выбирать губернатора не прямым голосованием населения региона, а местным парламентом (305 депутатов «за», 93 — «против»). 27 марта изменения в закон были одобрены Советом Федерации. В этой связи временно исполняющий обязанности губернатора Московской области Андрей Воробьев заявил о сохранении прямых выборов губернатора в регионе. 2 апреля закон подписал президент России Владимир Путин.

## Процедура выдвижения и регистрации
Приём документов для регистрации кандидатов на должность Главы Республики Хакасия начался с 9 июля и продолжался до 24 июля включительно.

### Муниципальный фильтр
1 июня 2012 года вступил в силу закон, вернувший прямые выборы глав субъектов Российской Федерации. Однако был введён так называемый муниципальный фильтр. Всем кандидатам на должность главы субъекта РФ (как выдвигаемых партиями, так и самовыдвиженцам), согласно закону, требуется собрать в свою поддержку от 5 % до 10 % подписей от общего числа муниципальных депутатов и избранных на выборах глав муниципальных образований, в числе которых должно быть от 5 до 10 депутатов представительных органов муниципальных районов и городских округов и избранных на выборах глав муниципальных районов и городских округов. Муниципальным депутатам представлено право поддержать только одного кандидата.
В Хакасии установлен максимальный процент — кандидаты должны собрать подписи 10 % муниципальных депутатов и глав муниципальных образований. Среди них должны быть подписи депутатов районных и городских советов и (или) глав районов и городских округов в количестве 10 % от их общего числа. Кроме того, кандидат должен получить подписи не менее чем в трёх четвертях районов и городских округов, то есть в 10 из 13.
6 июня 2013 года избирательная комиссия Хакасии опубликовала расчёт, согласно которому каждому из кандидатов требовалось собрать подписи от 126 до 134 депутатов всех уровней и глав муниципальных образований, из которых от 28 до 30 — депутатов райсоветов и советов городских округов и глав районов и городских округов не менее чем 10 районов и городских округов.

### Кандидаты в Совет Федерации
С декабря 2012 года действует новый порядок формирования Совета Федерации. Так каждый кандидат на должность губернатора при регистрации должен представить список из трёх человек, один из которых, в случае избрания кандидата, станет сенатором в Совете Федерации от правительства региона.

## Кандидаты
Кандидатов на выборах главы Республики Хакасия выдвинули 7 партий.
| Кандидат         | Должность (на момент выдвижения) | Партия              | Статус                                                                     | Кандидаты в Совет Федерации                          |
| ---------------- | --- | ------------------- | -------------------------------------------------------------------------- | ---------------------------------------------------- |
| Денис Бразаускас | директор ООО «Гражданстрой» | Коммунисты России   | зарегистрирован                                                            |                                                      |
| Владимир Быков   | зам. директора по техническим вопросам ООО «Жилсервис» | Патриоты России     | зарегистрирован                                                            |                                                      |
| Николай Дудко    | генеральный директор ЗАО «Саянстрой», депутат Верховного Совета Республики Хакасия пятого созыва                                                                           | Справедливая Россия | зарегистрирован                                                            |                                                      |
| Виктор Зимин     | Глава Республики Хакасия — председатель правительства Республики Хакасия                                                                                                   | Единая Россия       | зарегистрирован                                                            | Валентина Петренко Лариса Карамчакова Алексей Лебедь |
| Олег Иванов      | помощник председателя совета Хакасского отделения Всероссийского общества охраны памятников истории и культуры, депутат Верховного Совета Республики Хакасия пятого созыва | РПР — Парнас        | отказано в регистрации, так как кандидат не преодолел муниципальный фильтр | —                                                    |
| Виктор Соболев   | депутат Госдумы шестого созыва | ЛДПР                | зарегистрирован                                                            |                                                      |
| Игорь Чунчель    | индивидуальный предприниматель, депутат Верховного Совета Республики Хакасия пятого созыва                                                                                 | КПРФ                | зарегистрирован                                                            |                                                      |

## Результаты выборов
В выборах в приняли участие 147 279 человек, таким образом явка избирателей составила 37,84 %.
Первое место занял В. М. Зимин, за ним следует В. В. Соболев (ЛДПР), на третьем месте кандидат от КПРФ — И. В. Чунчель (коммунисты считают, что могли бы занять уверенное второе место, если бы не «Коммунисты России», объясняя это ошибками избирателей).
| Явка избирателей                                      | Явка избирателей                                      | Явка избирателей | Явка избирателей |
| ----------------------------------------------------- | ----------------------------------------------------- | ---------------- | ---------------- |
| Число избирателей, включённых в список избирателей    | Число избирателей, включённых в список избирателей    | 389 224          | 100 %            |
| Из них приняли участие в выборах (выдано бюллетеней)  | Из них приняли участие в выборах (выдано бюллетеней)  | 147 279          | 37,84 %          |
| Процент испорченных бюллетеней                        |                                                       |                  |                  |
| Приняли участие в голосовании (возвращёно бюллетеней) | Приняли участие в голосовании (возвращёно бюллетеней) | 147 164          | 100 %            |
| Из них действительных бюллетеней                      | Из них действительных бюллетеней                      | 141 319          | 96,03 %          |
| Из них недействительных бюллетеней                    | Из них недействительных бюллетеней                    | 5845             | 3,97 %           |
| Распределение голосов:                                |                                                       |                  |                  |
| 1.                                                    | Виктор Зимин                                          | 93 324           | 63,41 %          |
| 2.                                                    | Виктор Соболев                                        | 14 621           | 9,94 %           |
| 3.                                                    | Игорь Чунчель                                         | 12 740           | 8,66 %           |
| 4.                                                    | Денис Бразаускас                                      | 8280             | 5,63 %           |
| 5.                                                    | Владимир Быков                                        | 7033             | 4,78 %           |
| 6.                                                    | Николай Дудко                                         | 5321             | 3,62 %           |
| Число действительных (учтённых) бюллетеней            | Число действительных (учтённых) бюллетеней            | 147 164          | 100 %            |